# Bakir Ben Aïssa
Bakir Ben Aïssa (en arabe : بكر بن عيسى) aussi connu sous les noms de Bakir Benaïssa ou Aïssa Ben Bakir, né le 7 avril 1931 à Rabat, est un athlète français puis marocain, spécialiste des épreuves de fond et de cross-country,.

## Biographie
Après une deuxième place en 1955, il remporte les championnats de France de cross-country en 1957. Entre 1955 et 1957, il est sélectionné 12 fois en équipe de France d'athlétisme dont 3 fois au cross des nations.
Après l'indépendance du Maroc, il choisit de représenter l'équipe nationale marocaine en 1959. Sous les couleurs du Maroc, il remporte le marathon des Jeux méditerranéens en 1959 et conserve son titre en 1963. Il participe également aux épreuves de marathon des Jeux olympiques de 1960 et 1964. Il obtient une 8e place en 1960.
Pour sa carrière militaire et ses résultats sportifs, il est décoré de l'ordre du Ouissam alaouite en 1965.

## Palmarès
| Date | Compétition                             | Lieu             | Résultat | Épreuve    | Marque |
| ---- | --------------------------------------- | ---------------- | -------- | ---------- | ------ |
| 1955 | Championnats de France de cross-country | Caen             | 2e       | Cross long | -      |
| 1957 | Championnats de France de cross-country | Marcq-en-Baroeul | 1er      | Cross long | -      |

| Date                   | Compétition            | Lieu                   | Résultat               | Épreuve                | Marque                 |
| Représentant la France | Représentant la France | Représentant la France | Représentant la France | Représentant la France | Représentant la France |
| ---------------------- | ---------------------- | ---------------------- | ---------------------- | ---------------------- | ---------------------- |
| 1955                   | Cross des nations      | Saint-Sébastien        | 9e                     | Epreuve individuelle   | 46 min 57 s            |
| 1956                   | Cross des nations      | Belfast                | 9e                     | Epreuve individuelle   | 46 min 0 s             |
| 1957                   | Cross des nations      | Waregem                | 15e                    | Epreuve individuelle   | 47 min 15 s            |
| Représentant le Maroc  |                        |                        |                        |                        |                        |
| 1959                   | Cross des nations      | Lisbonne               | 11e                    | Epreuve individuelle   | 43 min 50 s 8          |
| 1959                   | Jeux méditerranéens    | Beyrouth               | 1er                    | Marathon               | 2 h 24 min 15 s        |
| 1960                   | Cross des nations      | Hamilton               | 30e                    | Epreuve individuelle   | 46 min 8 s             |
| 1960                   | Jeux olympiques        | Rome                   | 8e                     | Marathon               | 2 h 21 min 21 s 4      |
| 1961                   | Cross des nations      | Nantes                 | 14e                    | Epreuve individuelle   | 47 min 5 s             |
| 1962                   | Cross des nations      | Sheffield              | 24e                    | Epreuve individuelle   | 45 min 50 s            |
| 1963                   | Cross des nations      | Saint-Sébastien        | 20e                    | Epreuve individuelle   | 38 min 53 s            |
| 1963                   | Jeux méditerranéens    | Naples                 | 1er                    | Marathon               | 2 h 26 min 50 s        |
| 1964                   | Cross des nations      | Dublin                 | 74e                    | Epreuve individuelle   | 47 min 35 s            |
| 1964                   | Jeux olympiques        | Tokyo                  | 12e                    | Marathon               | 2 h 22 min 27 s 0      |

## Records
| Épreuve  | Épreuve   | Marque            | Lieu | Date              |
| -------- | --------- | ----------------- | ---- | ----------------- |
| 5 000 m  | Plein air | 14 min 50 s 00    | -    | 1956              |
| 10 000 m | Plein air | 30 min 21 s 26    | -    | 1956              |
| 20 000 m | Plein air | 1 h 2 min 47 s 80 | -    | 1956              |
| Marathon | Plein air | 2 h 21 min 21 s 4 | Rome | 10 septembre 1960 |

## Décorations
- Chevalier de l’ordre du Ouissam alaouite (1965)